# Søvind
Søvind er en by i Østjylland med 1.052 indbyggere  (2024), beliggende 14 km sydvest for Odder, 13 km sydøst for Gedved og 11 km øst for Horsens. Byen hører til Horsens Kommune og ligger i Region Midtjylland. I 1970-2006 hørte byen til Gedved Kommune.
Søvind hører til Søvind Sogn. Søvind Kirke ligger i byen.

## Søvind Mergel
Søvind har lagt navn til en mergelart fra perioden Mellem-Eocæn. Mergelen har været gravet i 4 mergelgrave vest og nordvest for byen. I den sydvestlige ende af byen ligger Mergelsøen, som man kan gå rundt om på en offentlig sti.

## Faciliteter
- Søvind Skole har 140 elever, fordelt på 0.-6. klassetrin i ét spor, samt SFO med 70-100 børn, opdelt i en SFO for 0.-3. klasse og en klub for 4.-6. klasse. Ved siden af skolen ligger Søvind Børnehus med 60 børn i en vuggestue og 3 børnehavegrupper.[4]
- Søvindhallen har opstregning til alle indendørs aktiviteter. Søvind Gymnastik- og Idrætsforening har hjemmebane i hallen.[5]
- Forsamlingshuset Sandbjerghus har en stor sal til 130 personer og en lille sal til 50 personer.[6]
- Byen har Dagli'Brugs, tankstation og pizzeria.

### Søvind Kro
Søvind Kro har 5 værelser, dekoreret i hver sin eksotiske stil, og 4 selskabslokaler: Gildesalen med pejs og plads til 100 gæster, Galleriet med det gamle kromiljø og plads til 50 gæster, Jagtstuen med Søvinds historie og plads til 14 gæster og Havestuen med plads til 25 gæster. Kroen rummer en permanent udstilling af Anette Walthers malerier. Hun har arbejdende værksted på kroen og holder foredrag og malekurser.

## Historie
Søvindegnens historie kan føres helt tilbage til fastlandstiden ca. 9.000 år f.Kr. Dengang var Horsens Fjord en stor flod. Herfra foretog stenalderfolket deres jagtture ind i landet langs vandløbene. Her fandt de en lille ø omgivet af vandrige lavninger og omkranset af siv. De blev og døbte stedet Søvind ("det af siv omkransede sted"). Søvind var i vikingetiden et offer(blót)sted man valfartede til, og noget tyder på at offerpladsen lå hvor kirken i dag ligger.[kilde mangler]

### Stationsby
Søvind havde station på Horsens-Odder Jernbane (1904-67). I 1904 blev byen beskrevet således: "Søvind, ved Landevejen, med Kirke, Skole, Forsamlingshus, Jærnbanest., Kro og Andelsmejeri".
Banen transporterede bl.a. mergel fra Søvind til marginaljorderne i Midtjylland. Stationsbygningen er bevaret på Haldrupvej 38. En banedæmning er bevaret mellem Toftumvej og Humleballe.

### Søvind Mejeri
Søvind Mejeri blev etableret i 1884 som et af Danmarks første andelsmejerier. Det blev i 1974 købt af Plumrose, som producerede ost på stedet indtil 1979, hvor mejeriet blev lukket. Bygningerne blev herefter anvendt til forskellige formål, som f.eks. produktion af krydderi-blandinger, urteri og skiveosteproduktion, indtil der fra 1996 atter er produceret oste på stedet, herunder nogle baseret på gedemælk. Mejeriet eksporterer til Tyskland og Sverige.

### Genforeningssten
Nord for Søvind Bibliotek på Ravnebjerget 12 står en sten, der blev afsløret 15. juni 1921 til minde om Genforeningen i 1920.

## Galleri
- Stationsbygningen
- Banedæmningen
- Sandbjerghus
- Kroen
- Mejeriet
- Møllen